# Chute (break dance)

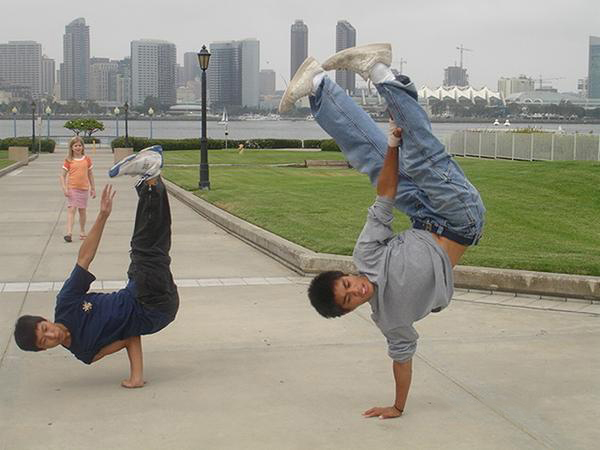
San Diego B-Boys, um realizando uma cadeira de ar (esquerda) e um realizando um pique (direita)

Um chute é um movimento do break dance que geralmente constitui uma parada de mão com as pernas livres em alguma posição elegante. Kicks podem ser empregados em congelamentos, mantidos o maior tempo possível imóveis. Alternativamente, eles podem ser executados de forma rápida e poderosa para impressionar os espectadores. Os chutes são frequentemente nomeados por letras ou símbolos cuja forma eles imitam. A mão usada como apoio no solo é chamado de "mão em pé" e a perna do mesmo lado do corpo é a "perna em pé", o outro par de apêndices são a "mão livre" e a "perna livre".

## Variações
Alguns chutes notáveis incluem:

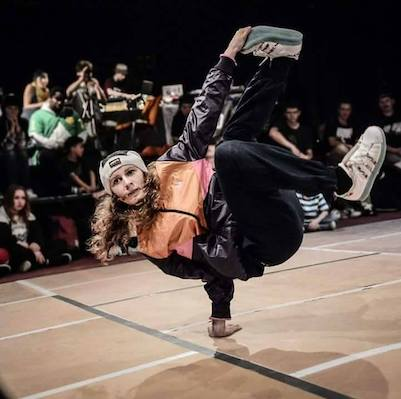
Airchair por Alessandrina.

- Airchair: cadeira congelada, sem uso da cabeça e dos pés tocando o chão. Uma parada de uma mão, as vezes considerada uma flutuação porque emprega o uso da técnica do esfaqueamento, onde o cotovelo é apoiado/esfaqueado na parte inferior das costas e com o quadril voltado para cima,[1] com a posição das pernas e do braço livres, permitindo manobras de perna.

- G-kick: a mão livre agarra qualquer pé, que é dobrado para trás, com as costas aparentando a forma da letra "G".
- K-kick: a perna livre é mantida na vertical, com o braço livre estendido paralelo a perna. A perna em pé é mantida reta perpendicular ao corpo, aparentando a forma da letra "K".
- Pike: uma parada com as pernas estão juntas em um ângulo não necessariamente de 90 graus na lateral do corpo.
- Nike (ou air jordan): é uma parada com uma mão no formato de V,[2] onde a mão livre toca o dedo do pé da perna livre reta, enquanto a perna em pé está dobrada, imitando o sinal da logomarca da Nike. Semelhante ao movimento L-kick e ao aú batido ou aú de bico da capoeira.[2]
- V-kick (ou applejack): o dançarino salta para trás em ambas as mãos tocando o chão e chuta as pernas na frente em forma de V, tendo o quadril no nível da cabeça ou abaixo.[3]